# Tichosina bartschi
Tichosina bartschi är en armfotingsart som först beskrevs av Cooper 1934.  Tichosina bartschi ingår i släktet Tichosina och familjen Terebratulidae. Inga underarter finns listade i Catalogue of Life.